# 이잠부
이잠부(李潛夫)는 중국의 14세기 극작가이다. 자가 행도(行道) 또는 행보(行甫)로, 강주[絳州, 지금의 산시성(山西省) 신장(新絳)] 사람이다.
그의 생몰년이나 일생의 사적에 대해서는 자세히 알려져 있지 않으나 대략 1279년 전후에 창작 활동을 했으며 원나라 세조(世祖) 지원(至元) 연간까지도 생존해 있었던 것으로 보인다. 종사성(鍾嗣成)이 지은 ≪녹귀부(錄鬼簿)≫에서 그를 ‘선배로서 이미 별세하신 유명한 극작가들[前輩已死名公才人]’로 분류하고 있는 것으로 볼 때 원대 잡극 초기에 활동했음을 알 수 있다. 그의 작품으로는 ＜회란기＞가 유일하게 전해지고 있을 뿐이다. ＜회란기＞는 장르상 법정극에 해당되는 ‘공안극(公案劇)’으로 분류되는데, 당시 사회의 구조적 모순에 대한 통렬한 비판 정신이나 사회적 약자에 대한 세심한 관심 등으로 비추어 볼 때 그가 은둔 생활을 하기 이전에 지어진 작품인 것으로 추정된다. 명대의 연극 이론가 주권(朱權)은 자신이 저술한 연극 평론서인 ≪태화정음보(太和正音譜)≫에서 이잠부의 ＜회란기＞에 대해 “그 언어의 힘이라는 것은 필설로는 비교할 수도 없을 정도로, 실로 극작계의 호걸이라고 할 수 있겠다[太其詞勢非筆舌可能擬, 眞詞林之英傑]”라며 높이 평가하기도 했다.